# جون د. هوغن
جون د. هوغن (بالإنجليزية: John D. Hogan)‏ هو عالم نفس أمريكي، ولد في 1939.